# ألفرد بليك
ألفرد بليك (بالإنجليزية: Alfred Blake)‏ هو سياسي بريطاني، ولد في 6 أكتوبر 1915 في المملكة المتحدة، وتوفي في 17 نوفمبر 2013 في الولايات المتحدة.